# Cobra (Marvel Comics)
Cobra es el nombre de varios personajes ficticios que aparecen en los cómics estadounidenses publicados por Marvel Comics.
El Cobra más conocido es Klaus Voorhees, ahora conocido como King Cobra. Apareció por primera vez en Journey into Mystery #98 (noviembre de 1963) creado por el escritor Stan Lee y el artista Don Heck. Klaus Voorhees era asistente de laboratorio y trabajaba con un profesor que intentaba encontrar una cura para varias mordeduras de serpientes venenosas. Una combinación de una mordedura de una cobra radiactiva y el antídoto experimental le otorgó superpoderes, lo que lo llevó a convertirse en el supervillano conocido brevemente como Human Cobra y luego como Cobra. Cobra y Mister Hyde formaron un equipo criminal durante años, luchando contra varios héroes como Thor y Daredevil. Más tarde se convirtió en miembro del Escuadrón Serpiente y miembro de la Sociedad Serpiente de Sidewinder. Durante un intento de toma de control por parte de la Viper la Cobra en realidad se opuso a su gobierno y se puso del lado del Capitán América para derrocar a la Víbora y frustrar sus planes. Más tarde, Cobra tomó el nombre de «King Cobra» cuando asumió el liderazgo de la Sociedad Serpiente. Cuando Serpent Society se convirtió en Serpent Solutions bajo el liderazgo de Viper (Jordan Stryke, un Viper diferente), King Cobra se convirtió en miembro del grupo.
Su sobrino, Piet Voorhees, se convirtió en el segundo Cobra y apareció por primera vez en White Tiger #1 (enero de 2007) en una historia escrita por Tamora Pierce y dibujado por Timothy Liebe. Piet Voorhees fue inyectado con los mismos químicos que le dieron a su tío sus poderes y se convirtió en el segundo Cobra, trabajando como mercenario. En una misión se encontró con White Tiger, quien lo derrotó. Cobra luego se unió al Escuadrón Serpiente, organizado por Sin y también trabajaría para HYDRA como mercenario.
Marvel también ha usado el apodo «Cobra» para dos villanos nazis de la Segunda Guerra Mundial y también un enemigo mercenario de Moon Knight.
La Cobra original ha aparecido fuera de Marvel Comics, sobre todo en la parte «The Mighty Thor» de The Marvel Super Heroes, así como en episodios de The Avengers: Earth's Mightiest Heroes  y Marvel Disk Wars: Los Vengadores. La encarnación de King Cobra hizo su debut intepretado por el luchador profesional de la WWE llamado Seth Rollins en el Universo Cinematográfico de Marvel para Captain America: Brave New World (2025).

## Historial de publicaciones
Klaus Voorhees fue conocido brevemente como Human Cobra, luego fue conocido como Cobra durante muchos años y actualmente se conoce como King Cobra. La versión de Klaus Voorhees de Cobra se asoció más comúnmente con Thor, Daredevil y, en menor medida, Capitán América y Spider-Man. El personaje fue creado por Stan Lee y Don Heck en Journey into Mystery #98 (noviembre de 1963) en el que luchó por primera vez contra Thor. Su siguiente aparición (Journey into Mystery #105–106 (junio-julio de 1964)) lo vio formar equipo con Mister Hyde por primera vez (con Hyde como el cerebro del equipo) y el dúo tuvo algunos encuentros más con Thor antes de su primera batalla con Daredevil en Daredevil #30-32 (julio-septiembre de 1967).

## Biografía del personaje ficticio

### Klaus Voorhees
Klaus Voorhees nació en Rotterdam, los Países Bajos. Klaus era un ex-convicto y el Holandés asistente de laboratorio del profesor Schecktor, un científico que trabajaba en la India y buscaba una cura para las mordeduras de serpientes venenosas. Insatisfecho con su posición más baja y con la intención de robar los descubrimientos de Schecktor, Voorhees mató a Schecktor usando una cobra. Para parecer menos culpable, Cobra también dejó que la cobra lo mordiera. Usó un antídoto experimental para el veneno de serpiente para curarse, pero se lo negó a Schecktor. La cobra era radiactiva debido a la experimentación y en un proceso similar al que le otorgó Spider-Man sus poderes, Voorhees ganó habilidades sobrehumanas similares a las de una cobra. La forma mortal de Thor, Don Blake, se había encontrado con Schecktor. Como Thor, conoció al moribundo y se enteró de lo que había sucedido y que Cobra viajaba a América. Cobra intentó fabricar un suero de cobra para transformar a otros en esclavos con poderes similares, pero fue frustrado por Thor. Aunque Cobra escapó utilizando a Jane Foster como rehén.
Como el criminal profesional llamado Cobra, luchó contra Thor, Daredevil y varios otros superhéroes. Cobra y Mister Hyde fueron socios durante años. Primero unieron fuerzas para vengarse de Thor, pero fueron encarcelados. Cobra y Hyde fueron luego rescatados y contratados por Loki para secuestrar a Jane Foster, y Loki duplicó sus poderes. Thor los siguió a una casa donde se habían colocado trampas para él. Hyde fue derrotado y luego Thor manipuló la fuente de alimentación de la casa. Usando su martillo, envió una carga a través de la casa que electrocutó a Cobra. Cobra debilitado fue expulsado de una tubería junto a Thor. Thor lo derrotó fácilmente y lo dejó atado, antes de ser arrestado con Hyde. Cobra y Hyde luego lucharon contra Daredevil por primera vez. Más tarde formó equipo con Hyde y el Jester contra Daredevil.
Más tarde, Cobra se unió al Escuadrón Serpiente original con Eel y su hermano Viper. Con el Escuadrón Serpiente, atacó al Capitán América y al Falcon. Posteriormente se unió al segundo Escuadrón Serpiente y luchó contra Steve Rogers en su identidad de Nomad, luego se involucró en un intento de levantar el continente de Lemuria desde el océano. Quedó atrapado con la segunda Viper y su cobardía le ganó la enemistad.
Más tarde, Cobra ayudó a Hyde en un intento de adquirir el suero de Cagliostro. Hombre Púrpura luego lo controló mentalmente, y Cobra luchó contra Daredevil en el patio de una prisión junto a Hyde, Jester y el Gladiador, que también eran controlado mentalmente por el Hombre Púrpura. Más tarde, Cobra se negó a llevar a Hyde a una fuga, lo que puso fin a su asociación y Cobra se enfrentó a Spider-Man. Hyde luego comenzó a acechar a su excompañero y luchó contra Cobra y Spider-Man.
Cobra luego se unió al cártel del crimen de Sidewinder, la Sociedad Serpiente. Se asoció con Iguana para localizar el Azote del inframundo. Más tarde, se embarcó en una misión para envenenar el suministro de agua de Washington D. C.. También ayudó al Capitán América a someter a Viper. Cuando Sidewinder se retiró, Cobra se convirtió en el líder de la Serpent Society. Venció a Mister Hyde en combate personal y luego asumió un nuevo traje y un nuevo nombre llamado King Cobra. Más tarde sentenció a Diamondback por traición a la Sociedad. Todavía lidera la Sociedad (completa con un nuevo Sidewinder), aunque también forma equipo con Mister Hyde en ocasiones.
King Cobra fue convocado más tarde por Zarrko para luchar contra el Thor Corps. Al llegar, atacó a Dargo Ktor, una versión futura de Thor, antes de arrojarlo a Tyrus el Terrible.
King Cobra fue reclutado por Lucia von Bardas, la ex primera ministra de Latveria, y colocado en su ejército secreto de villanos basados en tecnología. Envió al ejército contra Wolverine, Spider-Man, Luke Cage, Daredevil y Capitán América, los cinco héroes que Nick Fury había enviado a Latveria para detener el secreto de Lucia. financiación criminal. Cuando la batalla comenzó a cambiar a favor de los héroes, Lucía convirtió toda la armadura de su ejército de villanos basado en tecnología en una bomba. El agente desconocido de Nick Daisy la derrotó y se salvaron las vidas del ejército. King Cobra escapó de los héroes durante la batalla resultante entre Nick Fury y Wolverine.
Después de la aprobación de las Ley de Registro de Superhumanos en la historia Civil War, King Cobra se vio obligado a unirse a los Thunderbolts y ser entrenado por el Espadachín, junto con Ox y Unicornio.
A pesar de esto, King Cobra, Mister Hyde, Firebrand y Macero atacaron a Yellowjacket, el Constrictor y otros empleados y aprendices de la Iniciativa.
King Cobra estaba con Serpent Society cuando estaban robando bancos. King Cobra y la Serpent Society fueron luego derrotados por Hope Summers.
King Cobra fue uno de los miembros masculinos de la Sociedad Serpiente que asistieron a la Exhibición de Tecnología Criminal, donde MODOK se había disfrazado como Arnim Zola. MODOK siguió a los hombres al baño donde los golpeó casi hasta la muerte como venganza por su asesinato muchos años antes. Iron Man, que había estado trabajando con MODOK y disfrazado de agente de HYDRA, sugirió que escondieran a los supervillanos antes de que recuperaran la conciencia. Sin embargo, King Cobra se enteró de esto y alertó al resto de los supervillanos presentes sobre el plan de MODOK y Iron Man, lo que provocó que estallara una pelea.

### Piet Voorhees
Piet Voorhees es el sobrino de Klaus Voorhees. Klaus le inyectó a Piet el mismo suero mutagénico que primero le dio sus propias habilidades sobrehumanas. Utilizando estos nuevos poderes con fines egoístas, Piet se convirtió en un mercenario internacional de alto nivel. Ha realizado operaciones en Sudeste de Asia, Bosnia, Asia Central y Chechenia.
Más recientemente, Cobra se involucró con un cartel internacional conocido como Chaeyi. Ha estado trabajando para obtener pasaportes y visas robados para extranjeros ilegales. Esta operación lo ha puesto en conflicto con el nuevo White Tiger.
Con un traje nuevo, desde entonces ha aparecido como miembro del nuevo Escuadrón Serpiente de Sin al servicio de Red Skull. Sacó a Crossbones de la cárcel y luego atacó la Casa Blanca, pero fue detenido por el nuevo Capitán América. Cobra escapó con Sin en un helicóptero e informó del incidente a Red Skull.
Cobra aparece más tarde como miembro de HYDRA, dirigido por Baron Helmut Zemo, que planea esparcir sangre venenosa extraída de un niño Inhumano llamado Lucas. Él y Armadillo luego luchan contra Sam Wilson, el nuevo Capitán América, hasta que Armadillo está convencido de encender HYDRA y evita que Cobra mate a Sam Wilson.
Como parte de «All-New, All-Different Marvel», Cobra aparece como miembro del Escuadrón Serpiente de Viper bajo su nuevo nombre de Serpent Solutions.
Durante la parte «Opening Salvo» de la historia «Secret Empire », Cobra estaba con Serpent Solutions cuando el barón Helmut Zemo los reclutó para unirse al Ejército del Mal.
En el preludio de «Hunted», Cobra estaba entre los personajes con temas de animales que fueron capturados por el Taskmaster y el Black Ant en nombre de Kraven el Cazador. Fue agrupado con el Rhino, el Escorpión, Stegron the Dinosaur Man, la Tarántula, y Buitre como los Savage Six de Arcade. En esta aparición, Arcade identificó a Cobra como King Cobra.
Durante la historia de «Sinister War», Cobra acompañó a los Savage Six para atacar la sala de cine que proyectaba el debut de la película en la que Mysterio estaba involucrado. Cuando Spider-Man luchó contra los Savage Six, hizo un comentario que nunca antes había luchado contra esta versión de Cobra.

## Poderes y habilidades
Klaus Voorhees obtuvo poderes sobrehumanos debido a los efectos mutagénicos combinados del veneno de una cobra radiactiva y un antídoto experimental. King Cobra tiene doble articulación, puede dislocarse y volver a colocar sus hombros y caderas a voluntad, y tiene un dominio fenomenal de su musculatura. En particular, sus asombrosos poderes contorsionista y su cuerpo resbaladizo le permitieron entrar y escapar de los edificios. También tiene la capacidad de adherirse a paredes o techos. Combinados con su superfuerza, agilidad, reflejos y reacciones, coordinación, equilibrio y resistencia, lo convierten en un luchador formidable. Los huesos de King Cobra son flexibles y casi imposibles de romper. King Cobra tiene un conocimiento moderado de las técnicas de lucha callejera. King Cobra viste un mono hecho de material elástico sintético reforzado; la sección del torso, el casco y la cola están hechos de un plastoide flexible y todo el disfraz está recubierto con un compuesto de polvo de grafito y silicona para hacerlo resbaladizo. King Cobra también está armado con artilugios especiales que completan su apariencia de cobra: está equipado con un «cordón de cobra» (un cable irrompible) para atar a sus enemigos (es lo suficientemente sólido como para resistir incluso la fuerza de Thor), puede lanzar «dardos de cobra» (proyectiles llenos de veneno) de sus muñecas y liberan un «gas de cobra» tóxico. Lleva tiradores de muñeca con resorte que impulsan proyectiles de «mordedura de cobra» que contienen un veneno derivado del veneno de cobra. Utiliza proyectiles de cartuchos llenos de diversas sustancias: ácido, humo, gas nervioso, explosivos plásticos, etc. Lleva microventosas en las yemas de los dedos de las manos y los pies, lo que le permite adherirse a paredes y techos. En la miniserie Toxin: The Devil You Know, el propio King Cobra dice:
Piet Voorhees posee ciertos poderes físicos inusuales derivados de su fisiología mutagénicamente alterada que, entre otras cosas, lo ayudan a simular el movimiento de una serpiente usando su gran grado de control independiente sobre cada músculo de su cuerpo, lo que le permite deslizarse por el suelo ( a hasta 50 millas por hora) sin usar sus brazos y piernas, simplemente por contracción muscular. Todos los huesos de su cuerpo, incluido el cráneo, son maleables y su tejido muscular es extremadamente resistente, lo que hace que su cuerpo sea muy flexible y maleable. Es casi imposible que se rompa un hueso o se desgarre un músculo. La flexibilidad de Cobra le permite deslizarse dentro y fuera de lugares muy estrechos y pequeños. Al comprimir su cuerpo, Cobra puede caber en cualquier agujero o ranura de hasta cuatro pulgadas (102 mm) de diámetro. Al usar su flexibilidad para envolverse alrededor del cuerpo de una víctima y luego ejercer toda su fuerza, Cobra atrapa a esa víctima dentro de su «agarre de cobra». Sin embargo, a diferencia de su tío, Piet también posee sentidos del olfato mejorados, lo que le permite rastrear a sus objetivos a través de su olor. También puede producir una sustancia tóxica de su cuerpo a la que llama «veneno de cobra». Proyecta su veneno en objetivos seleccionados escupiéndoles.

## Otros personajes llamados Cobra

### Albri Leiricgrie
Albri Leiricgrie es un villano disfrazado que trabajó para los nazis durante la Segunda Guerra Mundial y era enemigo de Antorcha humana y Toro.

### Cobra (espía nazi)
También hubo un Cobra que trabajó como espía para los nazis durante la Segunda Guerra Mundial y era enemigo de Namor.

### James Lardner
Unos meses después de la desaparición de su hermano Amos Lardner, James Lardner se unió a la CIA donde conoció a Marc Spector, también conocido como Moon Knight. Cuando Marc preguntó por el hermano de James, Amos, James nunca habló de él. Tres años más tarde, James buscó vengarse de aquellos que estaban involucrados en la Operación: Cobra. Culpando a Marc Spector, lanzó una granada a la mansión de Marc, pero Marc sobrevivió. James más tarde lanzó una granada en Ravencrag Asylum. Mientras tanto, Marc recibió el cadáver de Amos Lardner y fue a Ravencrag para ver si había alguna conexión. Marc Spector estaba presente cuando James Lardner atacó. Marc se transformó en Moon Knight y persiguió a James Lardner, quien usó una granada de gas para escapar. Cuando estuvo en París, James persiguió a Charles le Blanc, quien era el jefe de la Operación: Cobra. Marc Spector también investigó a Charles le Blanc y se encontró con James Lardner. Marc Spector persiguió a James Lardner en una persecución a alta velocidad, donde quedaron inconscientes al chocar. Los agentes que trabajaron para Operation: Cobra lograron capturar a James y Marc, solo para que Marc escapara. James, sin embargo, se convirtió en el exitoso sujeto de prueba que fue apodado Cobra. La noche siguiente, cuando Moon Knight fue a investigar a Charles le Blanc, Operation: Cobra envió a Cobra a deshacerse de Moon Knight. El Caballero de la Luna tuvo dificultades para luchar contra Cobra, hasta que vio a Charles le Blanc usando su control remoto y le disparó un dardo. El dardo cortocircuitó el control remoto, lo que provocó que Cobra se volviera loco. Charles le Blanc escapó a su automóvil y comenzó a conducir solo para que el Caballero Luna disparara otro dardo a uno de los neumáticos, lo que provocó que el automóvil se desviara y se incendiara al chocar con un árbol. Cuando Cobra quiso vengarse y comenzó a levantar la parte delantera del auto de Charles le Blanc en el aire, explotó y mató tanto a Cobra como a Charles le Blanc.

## Otras versiones

### Era del Apocalipsis
En la realidad Era de Apocalipsis, Cobra es casi salvaje y caníbal. Se sabe que él y Mister Hyde merodean por los cementerios y atacan a cualquiera que entre en su territorio.

### House of M
En la realidad House of M, la versión de Cobra de Klaus Voorhees es miembro de los Maestros del Mal de Hood. Antes de que la Guardia Roja ataque Santo Rico, Cobra deja el equipo junto con Crossbones, Mister Hyde y Thunderball.

### Tierra-33900
En la serie Vengadores dedicada a las Fuerzas Armadas Estadounidenses, Cobra aparece como el fundador de la Sociedad Serpiente.

### La última maravilla
En el universo Ultimate Marvel, King Cobra es miembro de la pandilla conocida como Serpent Skulls.

## En otros medios

### Cine
- Seth Rollins dará vida a la encarnación de Klaus Voorhees King Cobra, cómo el villano principal en la próxima película Captain America: Brave New World dentro del Universo Cinematográfico de Marvel

### Televisión
- La encarnación de Klaus Voorhees de Cobra aparece en el segmento «The Mighty Thor» de The Marvel Super Heroes.
- Klaus Voorhees / King Cobra aparece en The Avengers: Earth's Mightiest Heroes, con la voz de James C. Mathis III. Esta versión es el líder de la Sociedad Serpiente. En el episodio «Prisoner of War» se revela que había sido reemplazado por un Skrull infiltrado antes de unir fuerzas con sus compañeros de prisión para escapar y volver a unirse a la Serpent Society en el episodio «Along Came a Spider... ».
- Klaus Voorhees/King Cobra aparece en Marvel Disk Wars: The Avengers.

### Videojuegos
- Klaus Voorhees/King Cobra aparece en el juego relacionado con la película Capitán América: El soldado de invierno.
- Klaus Voorhees / King Cobra aparece en Marvel: Avengers Alliance 2.